# Уральский (Пермский край)
Уральский— посёлок городского типа в Нытвенском районе Пермского края России, пристань на правом берегу Камы.
Распоряжением Правительства РФ от 29 июля 2014 года № 1398-р «Об утверждении перечня моногородов» пгт включён в категорию «Монопрофильные муниципальные образования Российской Федерации (моногорода) с наиболее сложным социально-экономическим положением».

## География
Расстояние до ближайшей железнодорожной станции Сукманы 7 км.

## История
Основано как поселение при фанерном комбинате, заложенном в июне 1948 года. До этого на этом месте располагался деревня Камское Поселье с четырьмя домами.
В 1961 году Указом Президиума Верховного Совета РСФСР населённый пункт Камское Поселье отнесен к категории рабочих посёлков, с присвоением наименования — рабочий посёлок Уральский.
В 2004 — 2019 годах являлось административным центром Уральского городского поселения.

## Население
| 1970  | 1979  | 1989  | 2002  | 2006  | 2007  | 2009  | 2010  | 2012  |
| ----- | ----- | ----- | ----- | ----- | ----- | ----- | ----- | ----- |
| 7770  | ↗8343 | ↗9017 | ↘8929 | ↘8700 | ↘8500 | ↘8411 | ↘8014 | ↘7996 |
| 2013  | 2014  | 2015  | 2016  | 2017  | 2018  | 2019  | 2020  | 2021  |
| ↗8001 | ↘7940 | ↘7875 | ↘7802 | ↘7699 | ↘7624 | ↘7581 | ↘7486 | ↘6713 |
| 2023  |       |       |       |       |       |       |       |       |
| ↘6626 |       |       |       |       |       |       |       |       |

## Инфраструктура

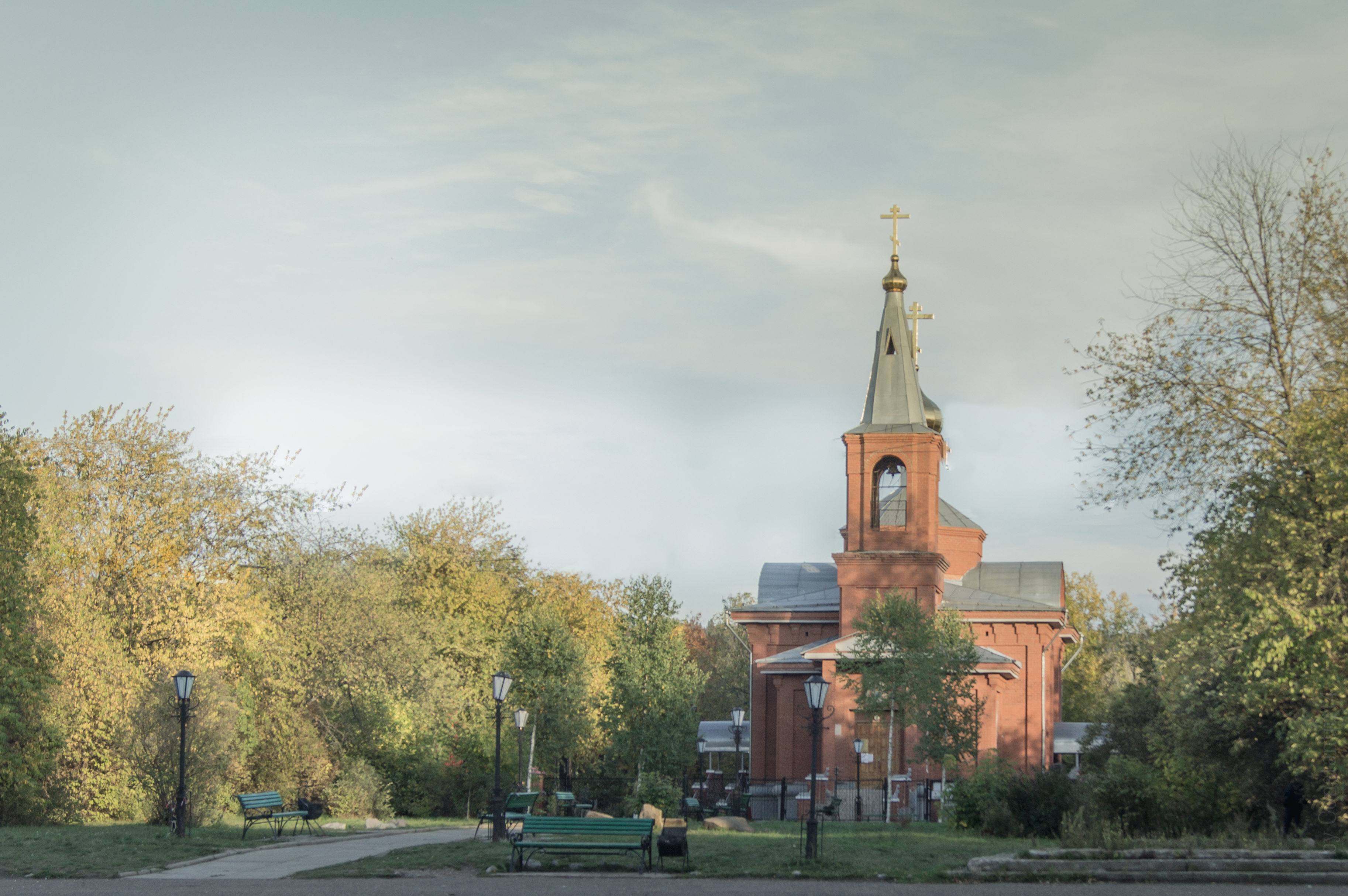
Церковь Николая Чудотворца (2001 г. постройки) в Уральском

### Муниципальные предприятия
Детские сады:
- Детский сад «Берёзка»
- Детский сад «Светлячок»

Школы:
- Средняя общеобразовательная школа п. Уральский[24]
- Детская школа искусств

Больницы:
- Уральская районная больница

Досуг:
- Дворец культуры и спорта
- Центр развития спорта
- Центр детского творчества

### Градообразующее предприятие
Основным градообразующим предприятием, от которого полностью зависит жизнедеятельность поселения, является предприятие «СВЕЗА Уральский», на котором работает 1814 человек или более 20 % жителей городского поселения (2006г — 2008г — более 30 %).
Предприятие «СВЕЗА Уральский» (до января 2015 года — «Пермский фанерный комбинат»), начавшее строиться в 1948 году и запущенное в строй в 1956 году на берегу Камы, — одно из крупнейших предприятий по производству фанеры и древесностружечных плит в России.

## Транспорт
Посёлок связан автобусным сообщением с городами Пермь, Нытва и Краснокамск, а также с посёлком Новоильинский.
Расстояние до ближайшей железнодорожной станции Сукманы 7 км.